# Sirapop Saardeim
Sirapop Saardeim (thailändisch สิรภพ สะอาดเอี่ยม; * 16. Juli 1998) ist ein thailändischer Fußballspieler.

## Karriere
Sirapop Saardeim stand bis Mitte 2020 bei Muangthong United unter Vertrag. Der Verein aus Pak Kret, einem nördlichen Vorort der Hauptstadt Bangkok, spielte in der ersten Liga des Landes, der Thai League. Am 1. Juli 2020 wechselte er ablösefrei zum Udon Thani FC. Mit dem Verein aus Udon Thani spielte er in der zweiten Liga, der Thai League 2. Sein Profidebüt gab er am 14. Februar 2021 im Auswärtsspiel beim Khon Kaen FC. Hier wurde er in der 81. Minute für Manut Muangmun eingewechselt. Im Juli 2021 unterschrieb er einen Vertrag beim Drittligisten Pattaya Dolphins United. Mit dem Verein aus Pattaya wurde er am Ende der Saison Meister der Eastern Region. In den Aufstiegsspielen konnte man sich jedoch nicht durchsetzen. Im August 2022 wechselte er in die zweite Liga, wo er einen Vertrag beim Erstligaabsteiger Samut Prakan City FC unterschrieb. Für den Zweitligisten aus Samut Prakan bestritt er drei Ligaspiele. Zur Rückrunde 2022/23 wechselte er im Januar 2023 zum Drittligisten Muang Loei United FC. Mit dem Klub aus Loei spielte er achtmal in der North/Eastern Region der Liga. Im Sommer 2023 unterschrieb er in der Hauptstadt einen Vertrag bei dem in der Western Region spielenden Assumption United FC. Nach einer Spielzeit, in der er drei Ligaspiele bestritt, wurde sein Vertrag im Sommer 2024 nicht verlängert.

## Erfolge
Pattaya Dolphins United
- Thai League 3 – East: 2021/22